# Over het geslacht Nepenthes
Over het geslacht Nepenthes is een monografie van de Nederlandse botanicus Pieter Willem Korthals. Het wordt algemeen beschouwd als de eerste monografie die Nepenthes behandelt, een geslacht van vleesetende bekerplanten. Het werd in 1839 gepubliceerd in Coenraad Jacob Temmincks Verhandelingen over de Natuurlijke Geschiedenis der Nederlandsche overzeesche bezittingen.
Korthals beschreef negen soorten in zijn werk:

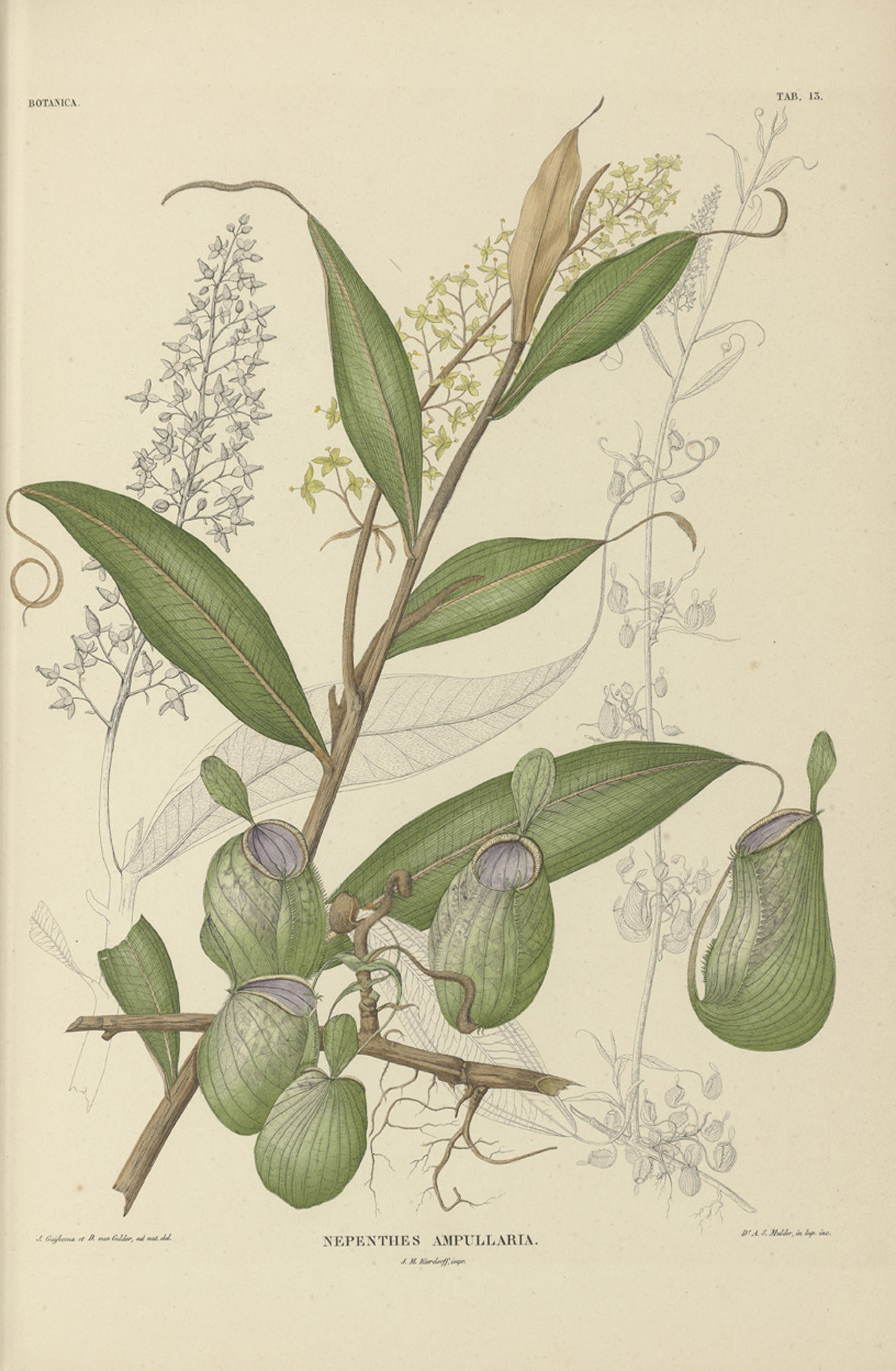
N. ampullaria
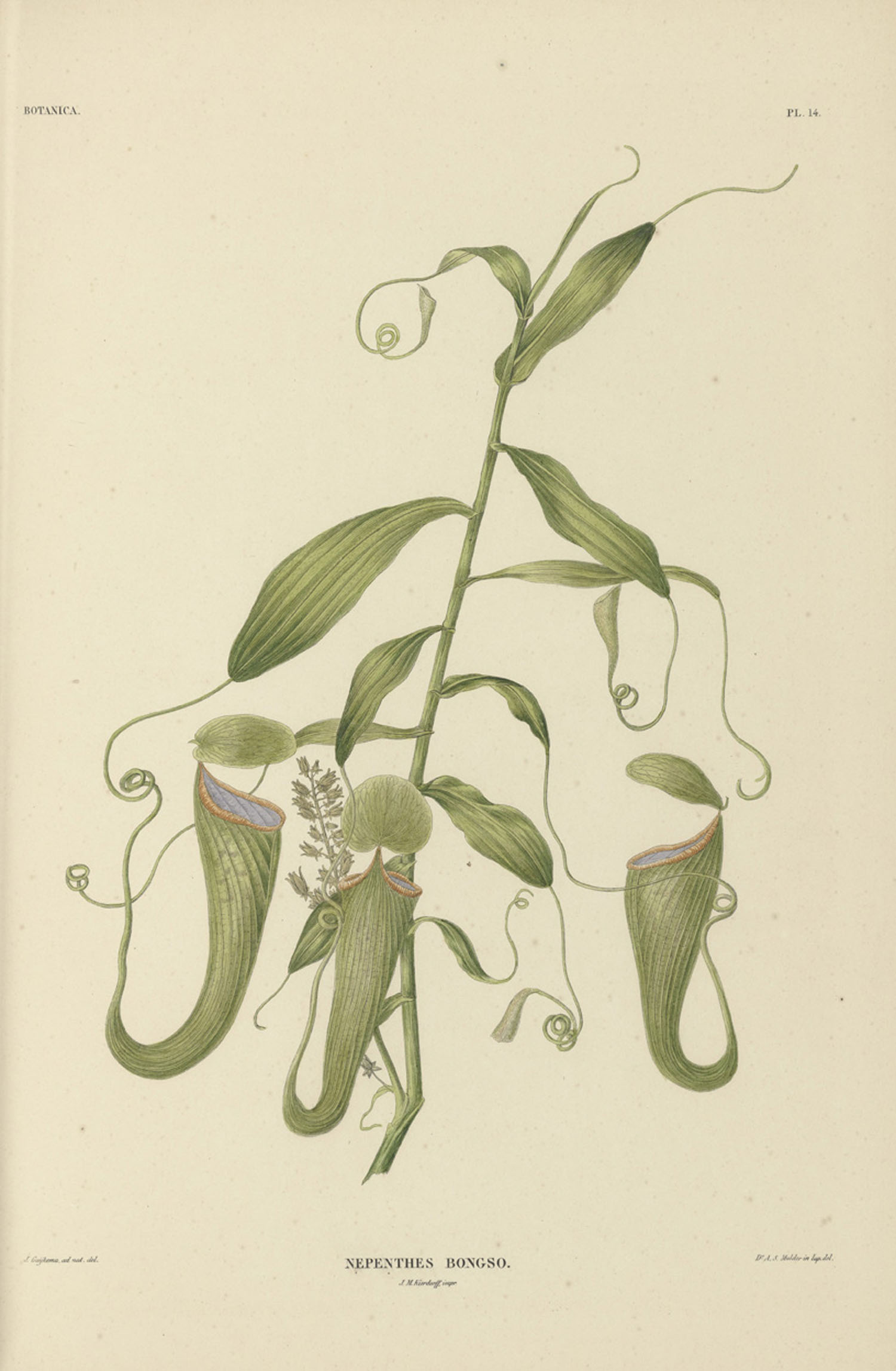
N. bongso
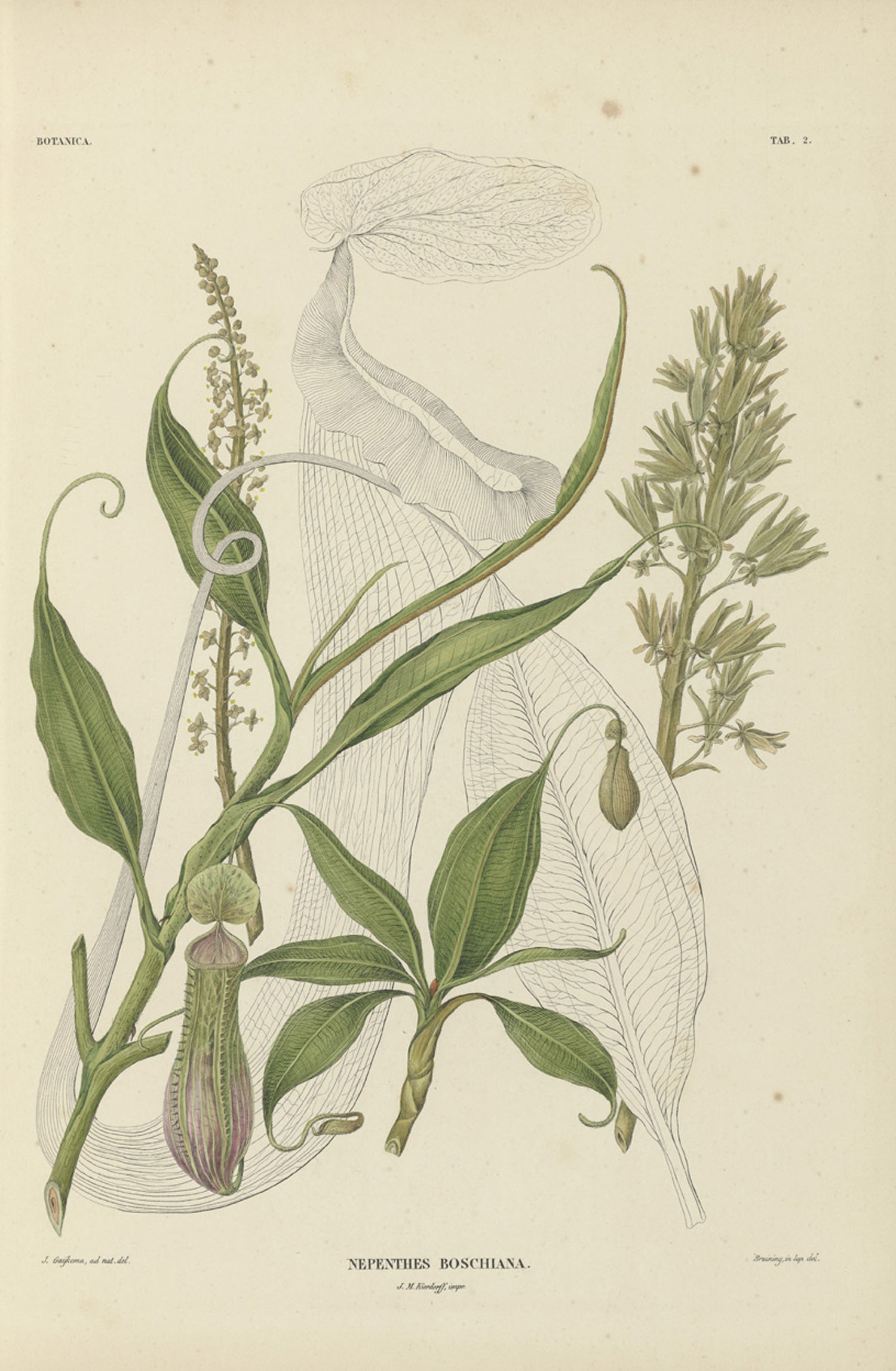
N. boschiana
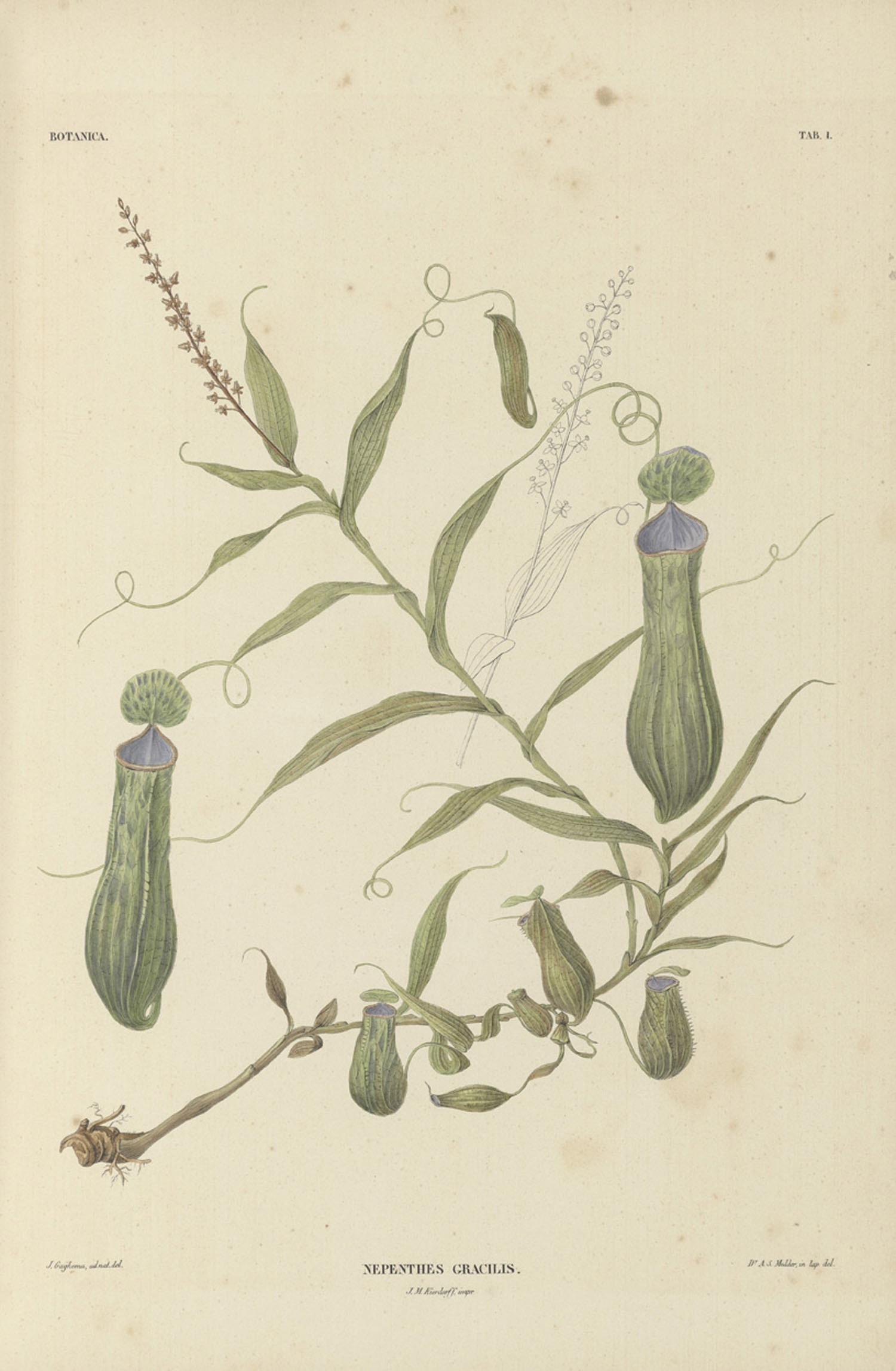
N. distillatoria
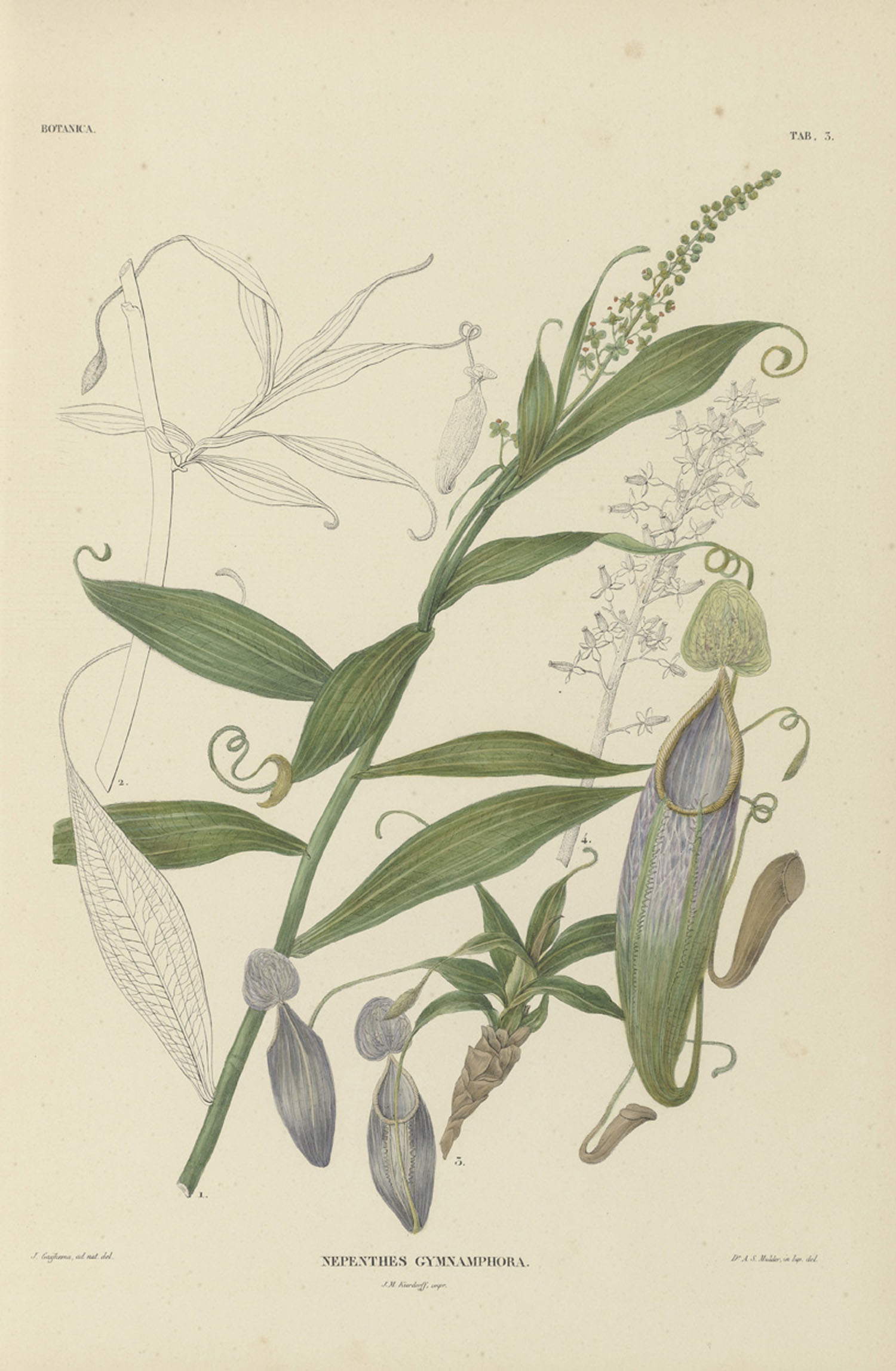
N. gracilis
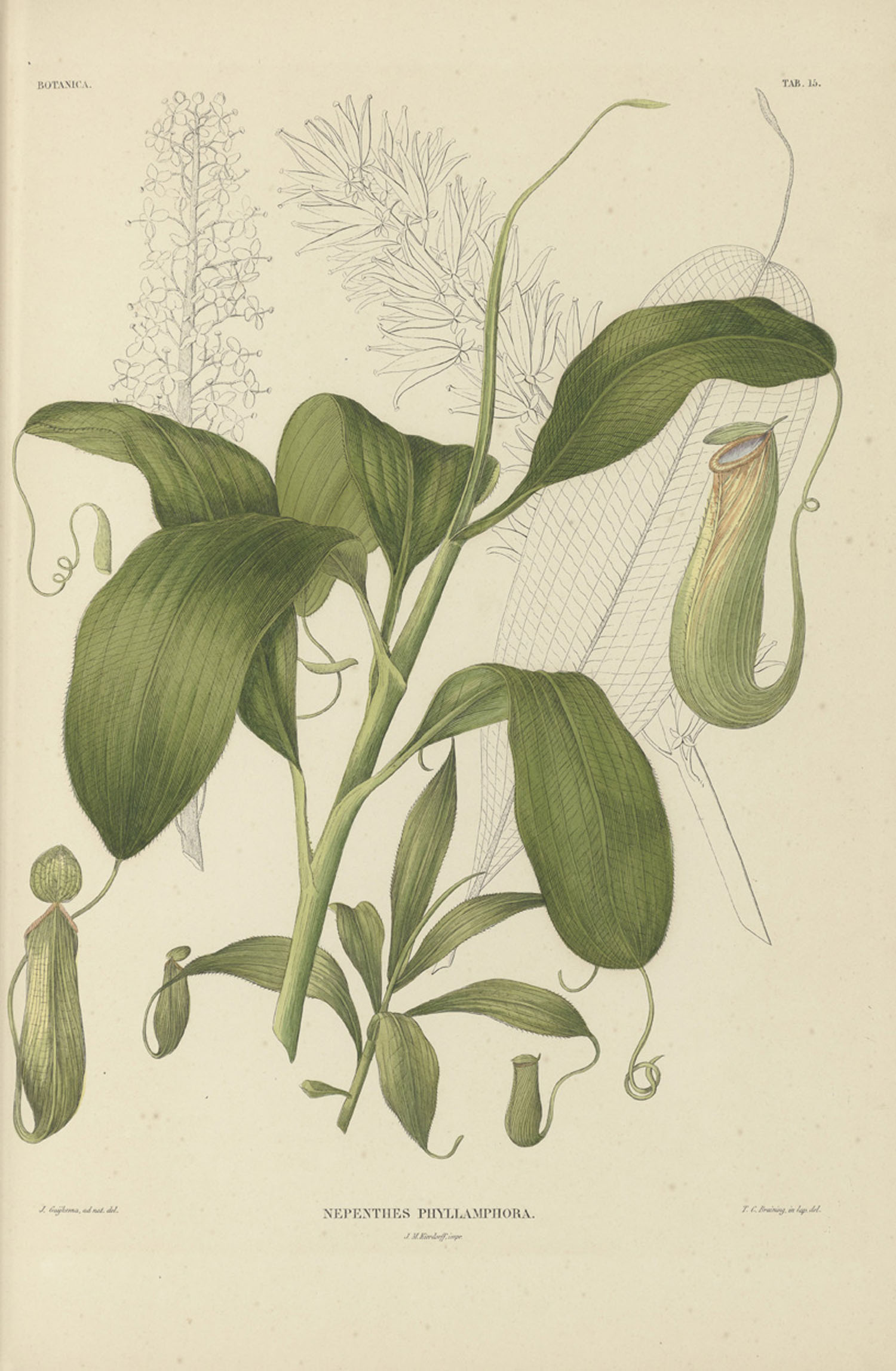
N. gymnamphora
- N. madagascariensis
- N. phyllamphora (synoniem voor N. mirabilis)
- N. rafflesiana

De drie soorten N. bongso, N. boschiana en N. gracilis werden voor het eerst beschreven. Zes soorten werden afgebeeld op handgekleurde lithografieën.
- N. ampullaria
- N. bongso
- N. boschiana
- N. gracilis
- N. gymnamphora
- N. phyllamphora (N. mirabilis)